# Livin' in the Sunlight, Lovin' in the Moonlight
〈Livin' in the Sunlight, Lovin' in the Moonlight〉(→햇빛 속에서 살며, 달빛 속에서 사랑하며)은 알 셔먼과 알 루이스가 영화 더 빅 폰드를 위해 쓴 노래이다. 1930년 3월 22일 빙 크로스비와 폴 위트먼 오케스트라는 이 노래를 리메이크하여 발표하였다.